# Phacellodomus dorsalis
Phacellodomus dorsalis là một loài chim trong họ Furnariidae.